# شیم هیونگ تاک
شیم هیونگ تاک (انگلیسی: Shim Hyung-tak؛ زادهٔ ۱۲ ژانویهٔ ۱۹۷۸) بازیگر اهل کره جنوبی است.